# Marlon Heidel

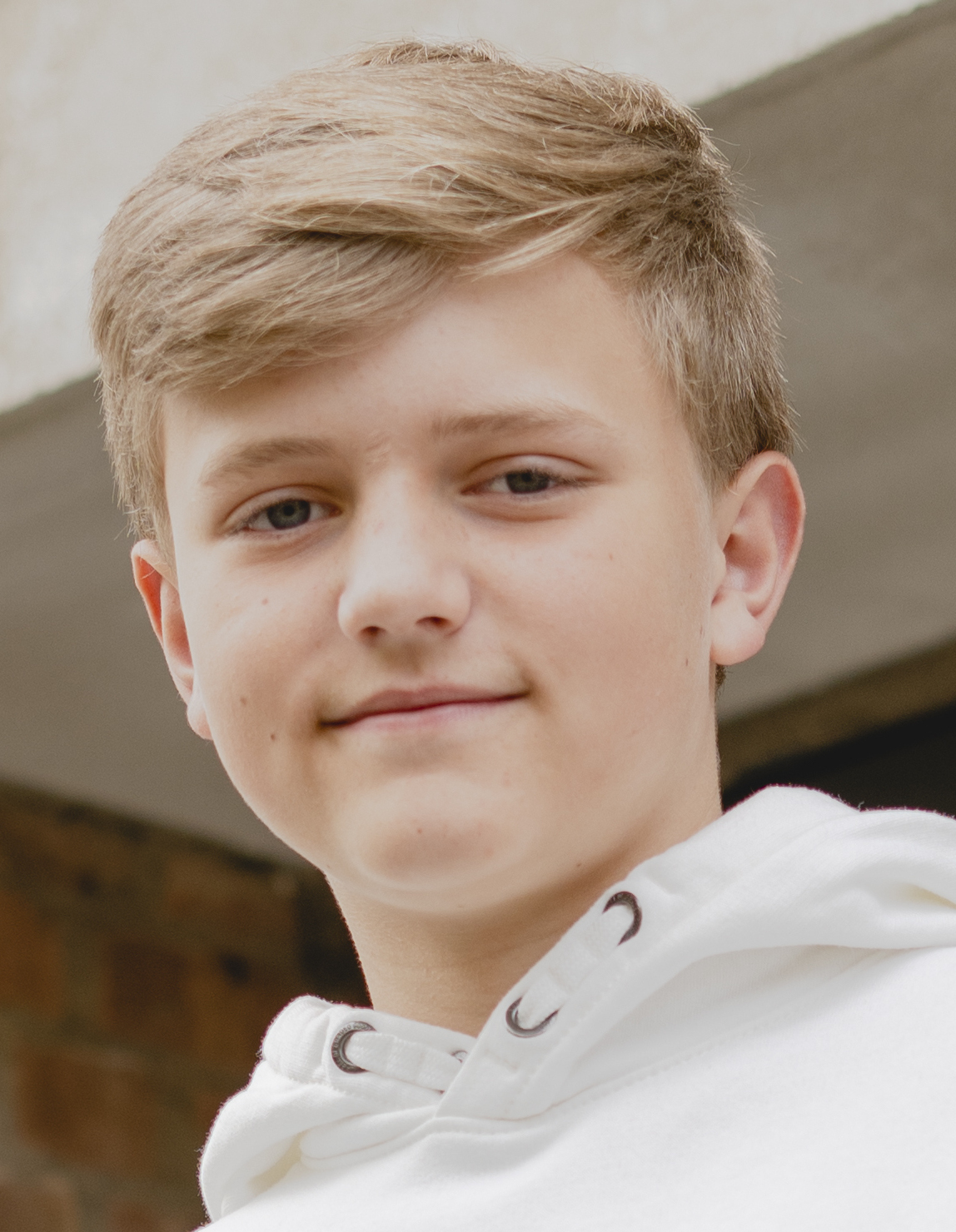
Marlon Heidel (2019)

Marlon Heidel (* 18. August 2005 in Ratingen) ist ein deutscher Schauspieler, Musicaldarsteller und Hörbuchsprecher.

## Leben
Heidel besuchte zunächst die Theaterschule Essen Süd und ab 2015 dann die JAS Academy Stage Düsseldorf und spielte in verschiedenen Theaterstücken wie Die Schneekönigin, Alice im Wunderland und Die Schöne und das Biest. Im Alter von 10 Jahren erhielt er eine Hauptrolle als Florian in dem Stage-Entertainment-Musical Ich war noch niemals in New York. Hierbei wurde er für die Reportage Ab auf die Bühne von Spiegel TV Wissen begleitet. 2018 gewann er einen ersten Preis beim Regionalwettbewerb von Jugend musiziert in der Kategorie „Musical“.
Seine erste Filmrolle spielte Heidel 2018 in dem Kurzfilm Es wird besser. Hierfür erhielt er für die Hauptrolle als Ben beim LA Film Award den Preis als Best Young Actor, sowie beim Queen Palm International Film Festival den Silver Award als Best Young Actor. Im Jahre 2020 stand Marlon Heidel in einer Episoden-Nebenrolle für die Serie Wild Republic und für den TV-Film Das Kindermädchen – Mission Italien vor der Kamera (Ausstrahlung 2021). Seine erste kleine Rolle in einem Kinofilm hatte er 2021 in dem Kinofilm Rheingold von Regisseur Fatih Akin. Im selben Jahr spielte er auch die Hauptrolle in dem Film Du gehörst mir. Im darauffolgenden Jahr spielte er in der ZDFneo Serie Like a Loser die Hauptfigur Julian in jung und ist dort in mehreren Folgen zu sehen. Im Jahr 2023 spielte er die Rolle des Ben Marold in der Folge Schlag auf Schlag für die Serie SOKO Köln.

## Filmografie
- 2018: Es wird besser
- 2020: Wild Republic
- 2021: Das Kindermädchen – Mission Italien
- 2021: Du gehörst mir
- 2022: Rheingold
- 2022: Like a Loser
- 2023: SOKO Köln: Stumme Schreie

## Musical
- 2016/2017: Ich war noch niemals in New York – Musical Stage Entertainment, Colosseum Theater Essen und Alte Oper Frankfurt[6]

## Audiografie (Hörbuchsprecher)
- 2020: Enid-Blyton-Kurzgeschichten

## Auszeichnungen
- 2018: Silver Award Winner, Kategorie Best Young Actor beim Queen Palm International Film Festival 08/2018 für Es wird besser[6]
- 2018: Los Angeles Film Awards, Kategorie Best Young Actor für Es wird besser[6]